# 列福尔马茨基反应
列福尔马茨基反应（Reformatsky反应、Reformatskii反应）是醛或酮与α-卤代酸酯和锌在惰性溶剂中作用，发生缩合得到β-羟基酸酯的反应。 它首先由俄国化学家谢尔盖·列福尔马茨基发现。
反应机理如下：
溴代酸酯与锌反应得到有机锌试剂中间体，也称“列福尔马茨基烯醇盐”。然后它与羰基加成，水解，得到产物。溴代酸酯的α-碳上有烷基或芳基均可反应，芳香醛酮也可反应，唯有空间位阻大的底物不反应。有机锌中间体活泼性不强，因此不与酯羰基发生亲核加成，酯基得以保留。
以下是列福尔马茨基反应的一个例子（碘代内酯与醛和三乙基硼在甲苯中于-78°C反应缩合）：